# Paracyathus andersoni
Paracyathus andersoni är en korallart som beskrevs av Duncan 1899. Paracyathus andersoni ingår i släktet Paracyathus och familjen Caryophylliidae.
Artens utbredningsområde är Indiska oceanen. Inga underarter finns listade i Catalogue of Life.